# Záskalie
Záskalie és un poble i municipi d'Eslovàquia que es troba a la regió de Trenčín.

## Història
La primera menció escrita de la vila es remunta al 1379.

## Demografia
| Godina             | 1994 | 2004   | 2014   | 2024    |
| ------------------ | ---- | ------ | ------ | ------- |
| Nombre de persones | 194  | 185    | 178    | 223     |
| Diferència         |      | −4,63% | −3,78% | +25,28% |

| Godina             | 2023 | 2024   |
| ------------------ | ---- | ------ |
| Nombre de persones | 215  | 223    |
| Diferència         |      | +3,72% |